# Szent Anna-plébániatemplom (Rátka)
A Szent Anna-plébániatemplom Rátka község római katolikus temploma, mely a község központjában, az Iskola téren áll.

## Története
A templom 1805 és 1807 között épült, védőszentje Szent Anna. Ezelőtt a hívek a szomszédos Tállya templomát használták. A neoromán főoltár és szobrai, valamint a szószék fából készült, tiroli mester alkotta. 1923-ban ólombetétes színes ablakokkal látták el a templomot. Az épület helyi védelem alatt áll.

## Külső hivatkozások
- Rátka hivatalos honlapja